# Сос
Сос е хомогенно разбита субстанция, която се добавя, за да обогати вкуса на основните съставки в някои ястия. Сосовете биват студени и топли, сладки и солени, но винаги се нуждаят от течна съставка. Съществуват сосове, приготвени чрез екстракция на подправки, плодови и др., например соев сос.
Повечето сосове не се консумират сами по себе си – те служат за добавяне на аромат, текстура и визуална привлекателност към дадено ястие. Вероятно най-старият европейски сос е гарум – рибен сос, който се е използвал в Древен Рим.
Сосовете могат да се приготвят на място от готвач, но се продават готови и пакетирани. Салатният сос се нарича дресинг.
Думата сос има латински произход, от латинското salsus – „посолен“.